# Laval-sur-Vologne
Laval-sur-Vologne – miejscowość i gmina we Francji, w regionie Grand Est, w departamencie Wogezy.
Według danych na rok 1990 gminę zamieszkiwało 687 osób, a gęstość zaludnienia wynosiła 192 osób/km² (wśród 2335 gmin Lotaryngii Laval-sur-Vologne plasuje się na 490. miejscu pod względem liczby ludności, natomiast pod względem powierzchni na miejscu 1130.).